# Клинички болнички центар Загреб
Клинички болнички центар Загреб је здравствени центар у Загребу. То је највећа болничка установа у Републици Хрватској и уједно највећа база клиничке наставе Медицинског факултета.
Болница је основана 1942. године. У склопу Клиничког болничког центра Загреб је 28 клиника и клиничких завода, Банка крви из пупковине, Центар очна банка, Центар за болести срца и крвних жила. 
Просторије су смештене на пет локација у граду Загребу, највећи број на Ребру, затим на Шалати, те у Петровој, Божидаревићевој и Гундулићевој улици.

## Историја
Градња закладне болнице је почела 1936. Од оснивања болнице 1942. године до данас упорно је праћен развој у свим подручјима медицине. У Клиници за педијатрију 1950. године обављена је прва катетеризација дечјег срца у овом делу Европе. КБЦ је 1976. године добио први ЦТ-уређај у средњој Европи. Године 1983. успешно је обављена прва трансплантација коштане сржи. Исте је године обављена прва ин витро фертилизација што је пионирски захват такве врсте на светском нивоу. КБЦ Загреб је седма болничка установа у свету у којој је успешно учињен тај захват. 
У КБЦ-у Загреб 1988. године  направљена је прва трансплантација срца у овом дијелу Европе.
Године 1990. обављена је прва трансплантација јетре, а једанаест година после обављена је и прва трансплантација јетре са живога донора. У последњих неколико година уведен је цели низ нових дијагностичких и терапијских захвата који су се по први пута у Хрватској применили управо у КБЦ Загреб који пионирски ђелује у развоју медицине у Хрватској.